# クサントス
クサントス (リュキア語: Arñna, ギリシア語: Ξάνθος, トルコ語: Ksanthos) は古代リュキアの都市である。現在のトルコ南部で地中海に面するアンタルヤ県にあり、早い時代の文献では、クサントスの言葉自体が、リュキア全体を意味していた。1988年に、ユネスコの世界遺産に、レトーンとともに登録された。

## 都市遺跡クサントス

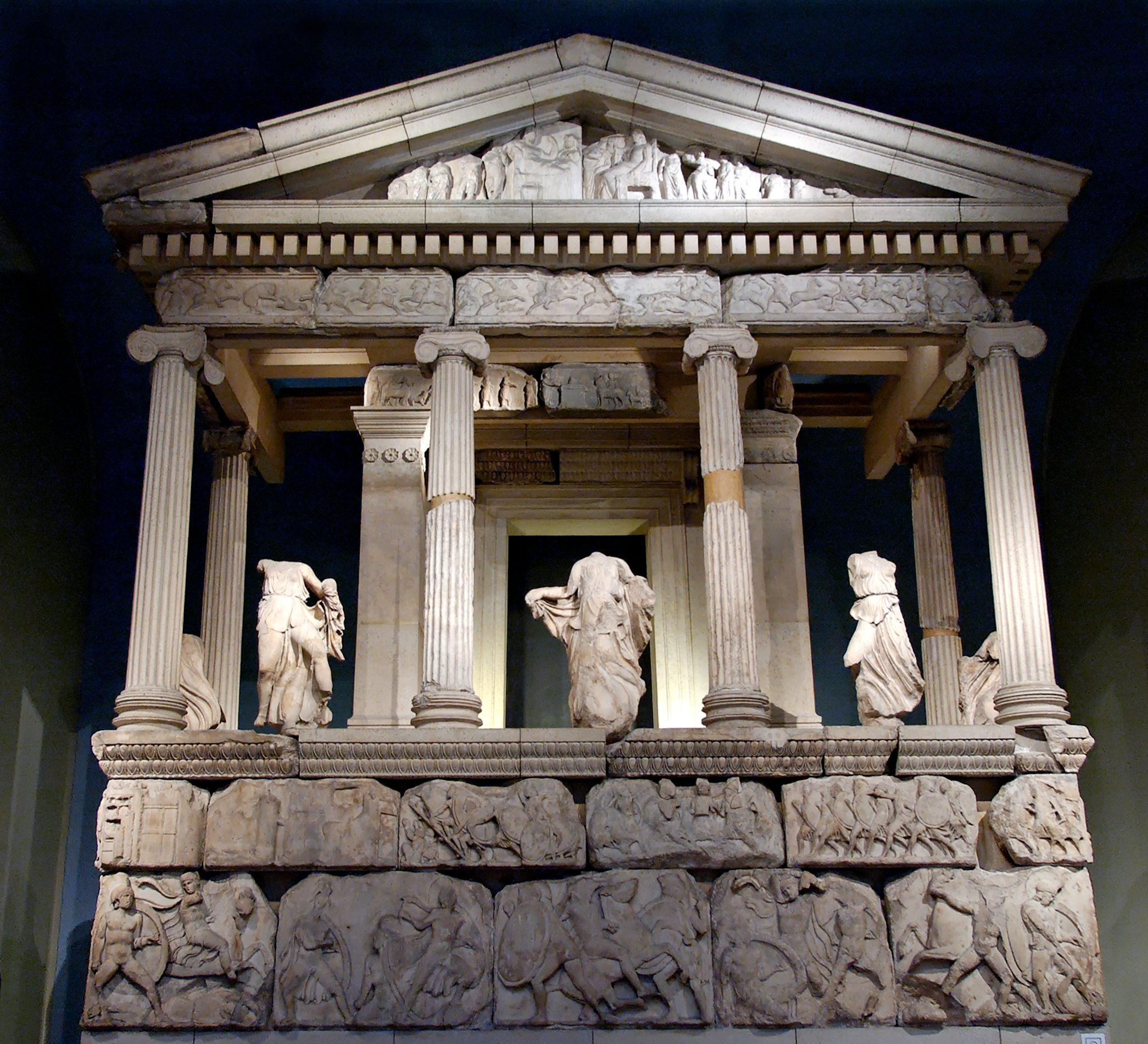
復元されたネレイド記念堂。

クサントスは、ギリシャ人がつけた古代リュキアの都市の名前である。ヒッタイトやかつてのルウィ語の名前では、Arinnaであった。共和政ローマ時代に入り、この町は、クサントゥスと呼ばれるようになったが、これはギリシャ語の末尾「-os」が全てラテン語の末尾に見られる「-us」に変化したからである。クサントスは、リュキアの文化と商業の中心地であり、のちに、ペルシャ、マケドニア、ギリシャ、ローマがこの土地を征服、占領した。
クサントスは、古代ギリシャ及びローマ人の人々が多くの記述を残していることで知られる。ストラボンは、クサントスがリュキアにおける最大の都市であると記した。ヘロドトスやアッピアノスはともに、紀元前540年ごろのハカーマニシュ朝征服劇を描いている。ヘロドトスの叙述に従うと、ペルシャの軍隊は、クサントスの北部の平野でリュキアの軍隊と衝突し、撃破したとされる。その衝突ののちに、リュキアの軍隊は、クサントスへ撤退し、ペルシャの将軍ハパルグスの包囲を受けた。リュキアの人々は、クサントスのアクロポリスを破壊し、自らの妻子や奴隷を殺し、その上で、優勢に立つペルシャ軍に挑んだ。しかし、戦闘の間に、クサントスに不在にしていた80人の女性を除き、当時のクサントスの人々は死亡した。以上がヘロドトスによるペルシャのクサントス攻略戦の内容である。
ペルシャの占領の間、紀元前520年ごろには、クサントスには地方自治が展開され、独自の硬貨が鋳造されるようになった。紀元前516年ごろには、クサントスは、ダレイオス1世が実施したサトラピーの1つに組み込まれた。リュキアは、ペルシア戦争の際に、ギリシャ側に転じた。考古学的調査に基づくと、おおよそ紀元前475年から470年の間に、破壊された。この破壊は、アテネ人のキモンの手によるのか、それとも、ペルシャの手によるのかの議論ある。現状では、ギリシャ側、ペルシャ側のいずれにもこの破壊に関して、文献が残っていないため、知ることはできないが、学者の中には、このころの破壊に関しては、偶発的な自然災害のためと考えている。
紀元前5世紀の最後の10年で、クサントスは、近隣のテルメソスを征服した。
アレクサンドロス3世の征服活動に関しての記録は歴史家によって、大きく異なる。例えば、2世紀のローマ時代に活躍したギリシャ人歴史家アッリアノスは、征服活動は平和的に行われたと叙述しているのに対し、アッピアノスは、アレクサンドロスの征服によって、クサントスは略奪を受けたと叙述している。アレクサンドロスが死亡した後、クサントスは、アレクサンドロスの後継者たちの間で支配権は争われた。ディオドロス はクサントスは、アンティゴノスからプトレマイオス1世の手に支配は移ったと記録している。アッピアノス、カッシウス・ディオ、プルタルコスのそれぞれの記録によると、 紀元前42年、ブルータスの手によって、再度、クサントスは破壊されたとされる。しかし、アッピアノスの記録に基づくと、マルクス・アントニウスによって、再建された。ローマ時代の遺構として、アンフィテアトルムが残っている。
考古学的調査によって、クサントスでは、リュキア語とギリシャ語の文書が数多く発見された。いくつかの文書は、2言語で記述されており、リュキア語の解読に大いに有用である。

## ハーピーの墓
クサントスの代名詞のようなハーピーの墓は、箱形をしており、イギリス人考古学者チャールズ・フェローズが発掘、発見した。彼が、発掘したものは大英博物館に収められている。ハーピーは、ギリシャ神話に出てくる上半身が女性で下半身が鳥の形をしている。5世紀に創られたと推定されるオリジナルは大英博物館にある。

## 世界遺産登録基準
この世界遺産は世界遺産登録基準のうち、以下の条件を満たし、登録された（以下の基準は世界遺産センター公表の登録基準からの翻訳、引用である）。
- (2) ある期間を通じてまたはある文化圏において、建築、技術、記念碑的芸術、都市計画、景観デザインの発展に関し、人類の価値の重要な交流を示すもの。
- (3) 現存するまたは消滅した文化的伝統または文明の、唯一のまたは少なくとも稀な証拠。